# 庾吉甫
庾吉甫，名天福，元朝大都（今北京）人。約與關漢卿同時，元雜劇作家。曾任省部員外郎，除中山府判。作過十五本雜劇，大都取材自歷史故事。《錄鬼簿》很推賞他的作品，將他的名字列在關漢卿、白仁甫之下，為全書的第三名。賈仲明〈凌波仙詞〉寫道：「戰文場，一大儒。上紅筆，沒半點塵俗。尋章摘句，騰今換古，噀玉噴珠」可惜他的作品，已全數失傳了。